# Dommelbach
Der Dommelbach im nordhessischen Landkreis Waldeck-Frankenberg ist ein 4,9 km langer, orografisch rechter und südöstlicher Zufluss der Itter im Upland, dem Nordostausläufer des Rothaargebirges.

## Verlauf
Der Dommelbach entspringt im Nordwestteil von Hessen im Rothaargebirge. Seine Quelle befindet sich zwischen dem weit abseits des Bachs gelegenen Ottlar (Ortsteil der Gemeinde Diemelsee) im Osten und dem etwas entfernten Rattlar (zu Willingen) im Südwesten. Sie liegt zwischen dem Berg Dommel (738 m) und dessen ostsüdöstlicher Nachbarerhebung Brenschelt (637,3 m) auf etwa 602 m ü. NHN. Nahe der Quelle liegt der Dommelhof.
Der Dommelbach verläuft gänzlich im Naturpark Diemelsee, zumeist in bewaldeter, teils aber auch in landwirtschaftlich genutzter Landschaft. Er fließt anfangs nach Südwesten und knickt bei der Dommelmühle (505,6 m) nach Nordwesten ab. Dort mündet von Süden aus Richtung Rattlar heran fließend der Wiedbach ein, der deutlich länger ist, als der Dommelbach bis zu dieser Stelle. Kurz darauf mündet vom Schetenkopf (ca. 650 m) kommend der Bach von In der Hege ein; ab dort wendet sich der Dommelbach nach Norden. Dann mündet von Osten heran fließend die Rutenbecke ein. Von seiner Quelle bis zu dieser Einmündung umfließt der Bach den Berg Dommel etwa v-förmig.
Schließlich mündet der Dommelbach rund 1,1 km südlich der Dorfkirche des im benachbarten Nordrhein-Westfalen liegenden Bontkirchen kurz nach Unterqueren der Landesstraße 3393 (Bontkirchen–Willingen) auf etwa 414 m Höhe in den dort von Süden kommenden und auf der Landesgrenze fließenden Diemel-Zufluss Itter.

## Einzugsgebiet und Zuflüsse
Das Einzugsgebiet des Dommelbachs ist 9,423 km² groß. Zu seinen Zuflüssen gehören (mit jeweiliger Länge) der von Rattlar kommende Wiedbach (3,8 km), der Bach von In der Hege (700 m) und die Rutenbecke (1,3 km).